# Манфред (драматична поема)
«Манфред» — драматична поема англійського письменника Джорджа Байрона, написана у 1816⁣ — ⁣1817 рр. Твір не призначений для сценічного виконання, хоч і написаний як драматичний. «Манфред» став відомим головно завдяки композиторам Роберту Шуману та Петру Чайковському, які написали музичні твори на цей сюжет.
Байрон окреслив «Манфреда» як «метафізичну драму». У творі описуються внутрішні переживання й духовні муки головного героя, спричинені важким почуттям провини щодо загадкового вчинку, скоєного у минулому. Манфред шукає порятунку й спокути у різних «духів», але врешті-решт помирає.
Твір містить автобіографічні елементи, оскільки був написаний незадовго після складних подій у житті Байрона, пов'язаних із його особистим життям, які спричинились до його виїзду з Британії до Швейцарії.
Одним з відомих музичних творів, написаних за цим сюжетом, є Симфонія «Манфред» Чайковського (1885).